# George M. Willing
George Maurice „Doc“ Willing junior (* 1829 in Philadelphia, Pennsylvania; † 12. oder 13. März 1874 in Prescott, Arizona-Territorium) war ein amerikanischer Arzt, Prospektor und politischer Lobbyist. Er ist bekannt für seine Zeit als ungewählter Delegierter für das Jefferson-Territorium im Kongress. Er war weiterhin die Person, welche James Reavis in den betrügerischen Erwerb von angeblich freiem Land in Colorado einführte.

## Biographie
George M. Willing wurde in Philadelphia als Sohn einer wohlhabenden Familie geboren. Er machte eine Ausbildung zum Arzt und heiratete die Tochter eines erfolgreichen Kaufmanns, Mary Ann. Willing war als Mediziner aktiv und geriet in rechtliche Schwierigkeiten, weil er Schwangerschaftsabbrüche durchführte. Um dem Druck zu entkommen, zog er in den frühen 1850ern nach Kalifornien.
In den späten 1850er Jahren lebte Willing in St. Louis in Missouri. Im Rahmen des Pikes Peak Gold Rushs verließ er die Stadt im April 1859. Er arbeitete nach seiner Ankunft für mehrere Monate in den  Goose Pasture Diggings.
Von der Rocky Mountain News als ein „guter Geologe und glänzender Gentleman“ beschrieben, wurde Willing zum Kandidaten für das Amt als Delegierter für das Jefferson-Territorium im Oktober 1859. Obgleich er die Wahl verlor, reiste er weiter nach Washington, D.C., um als Lobbyist für die Interessen von Pikes Peak einzutreten.
Während seiner Arbeit als Delegierter behauptete Willing, den Namen des Bundesstaates Idaho erfunden zu haben, inspiriert von einem Mädchen namens Ida. Es gibt keinen definitiven Beweis, der diese Behauptung bestätigt oder widerlegt; datiert ist die erste Verwendung dieses Namens auf eine Kongresssitzung im Jahr 1860. Der erste schriftliche Beleg für Willings Behauptung findet sich in einem Artikel von Willings Freund William O. Stoddard (1835–1925) in der New York Daily Tribune vom 11. Dezember 1875.
Während für das Territorium um Pikes Peak der Name „Colorado“ gewählt wurde, blieb „Idaho“ in der Gegend populär und wurde als Name für ein Dampfschiff, die Stadt Idaho Springs und einem County im Washington-Territorium verwendet, bevor er für das Idaho-Territorium gewählt wurde.
Willing kehrte im August 1860 nach Denver zurück. Sein nächster bestätigter Auftritt war in Prescott im Arizona-Territorium im Jahr 1867. Er behauptete, die Rechte an einem großen spanischen Landstrich erworben zu haben, von einem Mann namens Miguel Peralta am 26. Oktober 1864.
Der Erwerb soll in einem primitiven Camp in Südost-Prescott abgelaufen sein, ohne die Vorteile einer typischen Dokumentation. Es gab keine normale Urkunde, die Transaktion wurde auf einem verschmierten Stück Papier festgehalten, unterzeichnet von zahlreichen Zeugen. Willing war in Prescott erschienen, um einen Teil seines Besitzes zu veräußern. Er war zu dieser Zeit in Finanzschwierigkeiten und bereit die Hälfte des Landes an den Ladenbesitzer James D. Monihon für 250 US-Dollar zu verkaufen sowie den Erlass ausstehender Rechnungen. Nachdem Monihon den Vertrag unterzeichnet hätte, würden die beiden das Land zurück an die Siedler verkaufen, welche in der Gegend lebten. Monihon lehnte ab und informierte Willing, dass er fürchtete von den lokalen Einwohnern gelyncht zu werden, wenn diese von den Plänen erführen. Willing regelte rasch seine Angelegenheiten und verließ am nächsten Morgen die Stadt Richtung Santa Fe.
Willing engagierte James Reavis, einen Immobilienhändler aus St. Louis, welcher zu Betrügereien neigte, um bei der Entwicklung seiner Ansprüche zu helfen. Die zwei fingen an sich mit William W. Gitt zu treffen – einem Mann, welcher nach einer Reihe von fragwürdigen Land-Auktionen als der „Old Spanish Land Title Lawyer“ bekannt war – welcher Willings Papiere überprüfen sollte. Willing und Reavis schlossen womöglich ein Bündnis und Willing verließ das Arizona-Territorium im Januar 1874. Er kehrte im März zurück und schloss seinen Vertrag im Yavapai County Courthouse in Prescott, am nächsten Morgen wurde er tot aufgefunden. Es gab nie offizielle Ermittlungen, um die Todesursache festzustellen. Vermutet wurden unter anderem eine Vergiftung, „zu wenig Licht und Entbehrungen“ oder einfach „verrückte und noch nicht bekannte Umstände“.